# Quando la preda è l'uomo / Spogliati, protesta, uccidi!
Quando la preda è l'uomo, también conocida como Spogliati, protesta, uccidi es una película italiana dirigida en 1972 por Vittorio De Sisti. 
En esta película Vittorio de Sisti enfoca un provocativo tema, un tópico dominante en los años 70: La controversia y la acusación de los sistemas de vidas y valores morales, que (equivocadamente) parecían estar consolidados. A través de la historia de una chica, la película evoca la protesta americana, los grupos revolucionarios negros, los problemas entre generaciones y las luchas políticas.

## Sinopsis
Samantha hija de un industrial estadounidense se enamora de un negro revolucionario, Nat Brook. El padre de la chica contrata a dos asesinos a sueldo para que le sigan y le maten, pero Nat los descubre y es él quién los mata. Tras varios acontecimientos, Nat es arrestado Y Samantha acusa duramente a su padre. Una noche ella le prepara una emboscada y le mata por la injuria.